# 奇迹武器

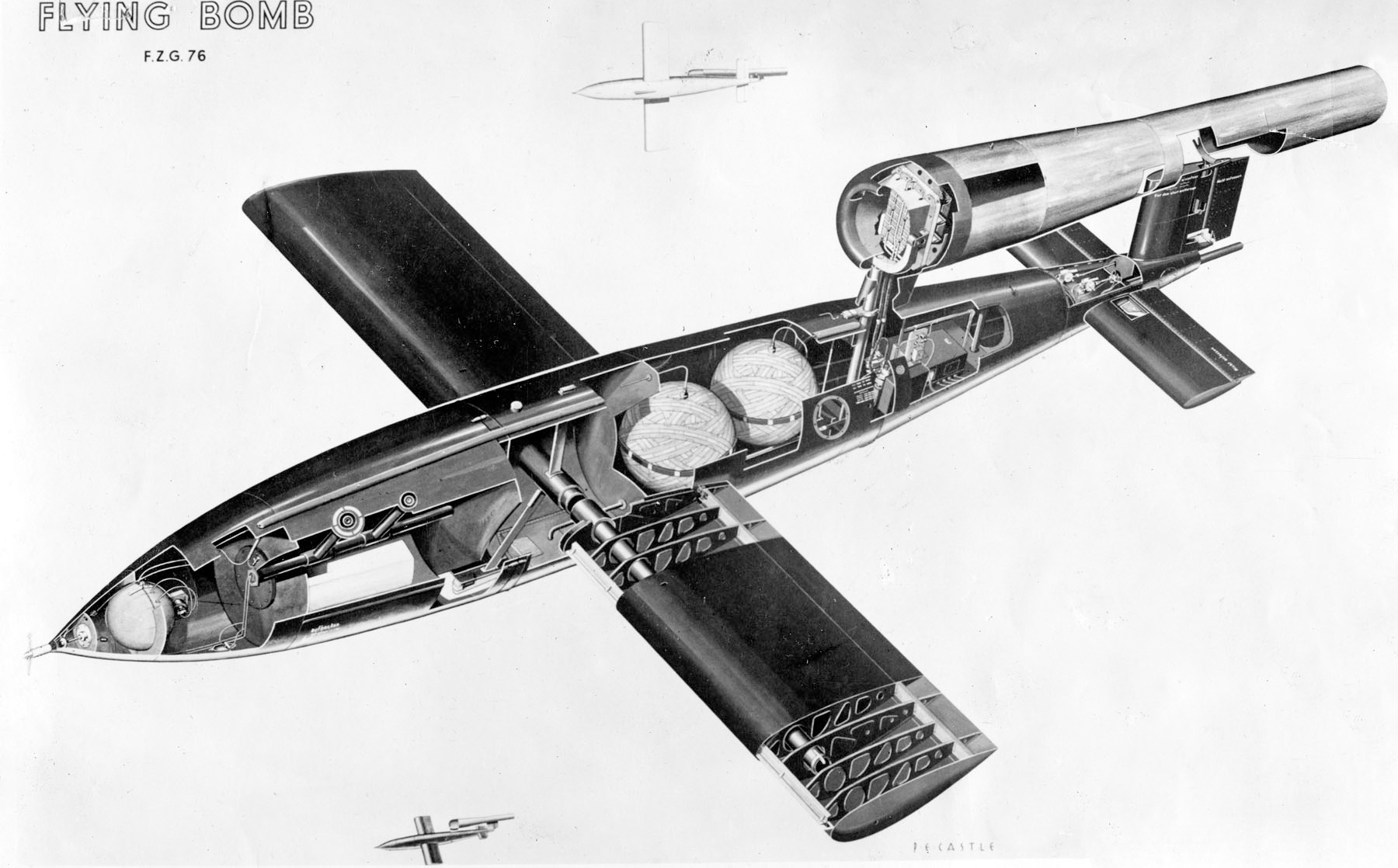
V-1导弹

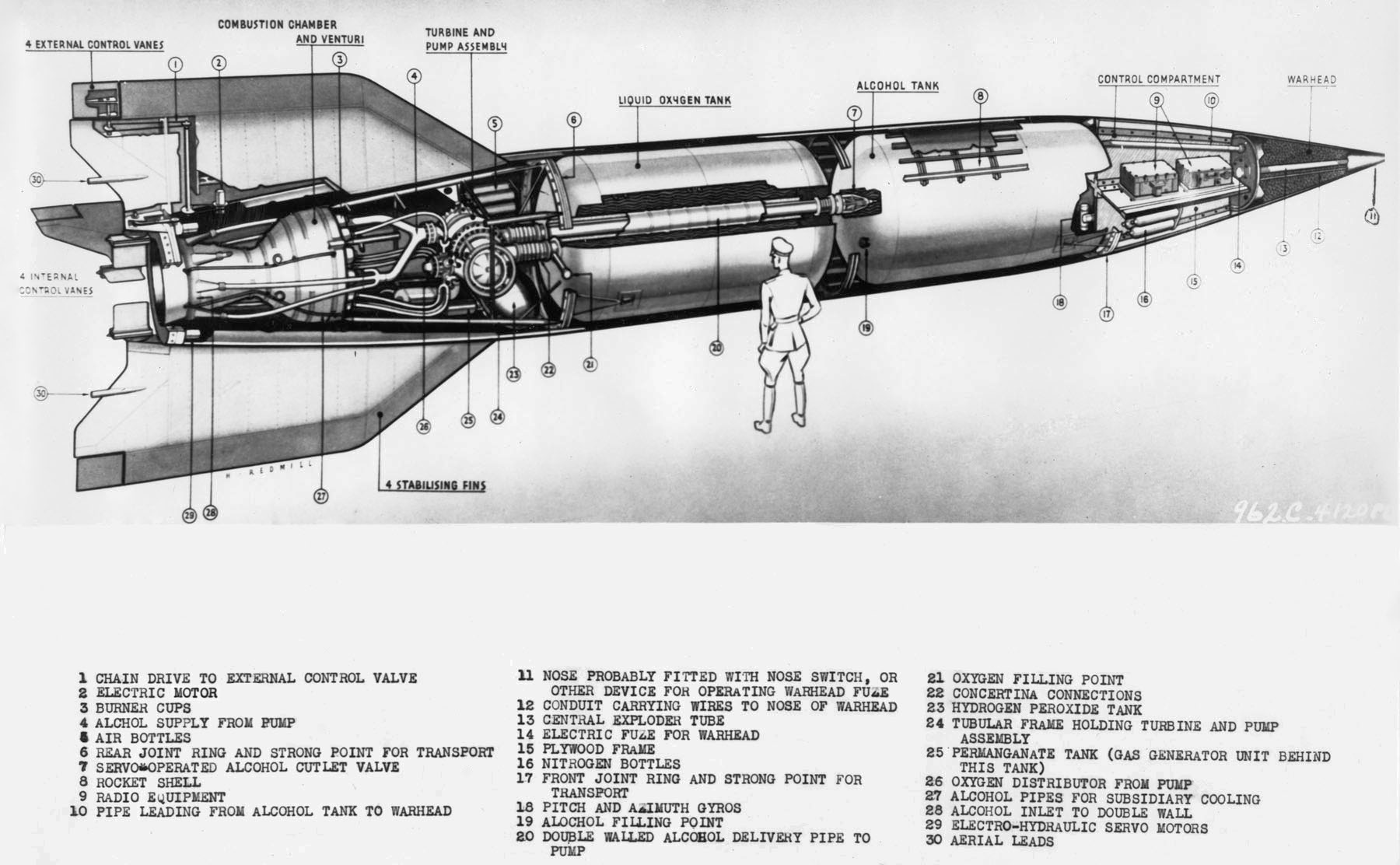
V-2火箭

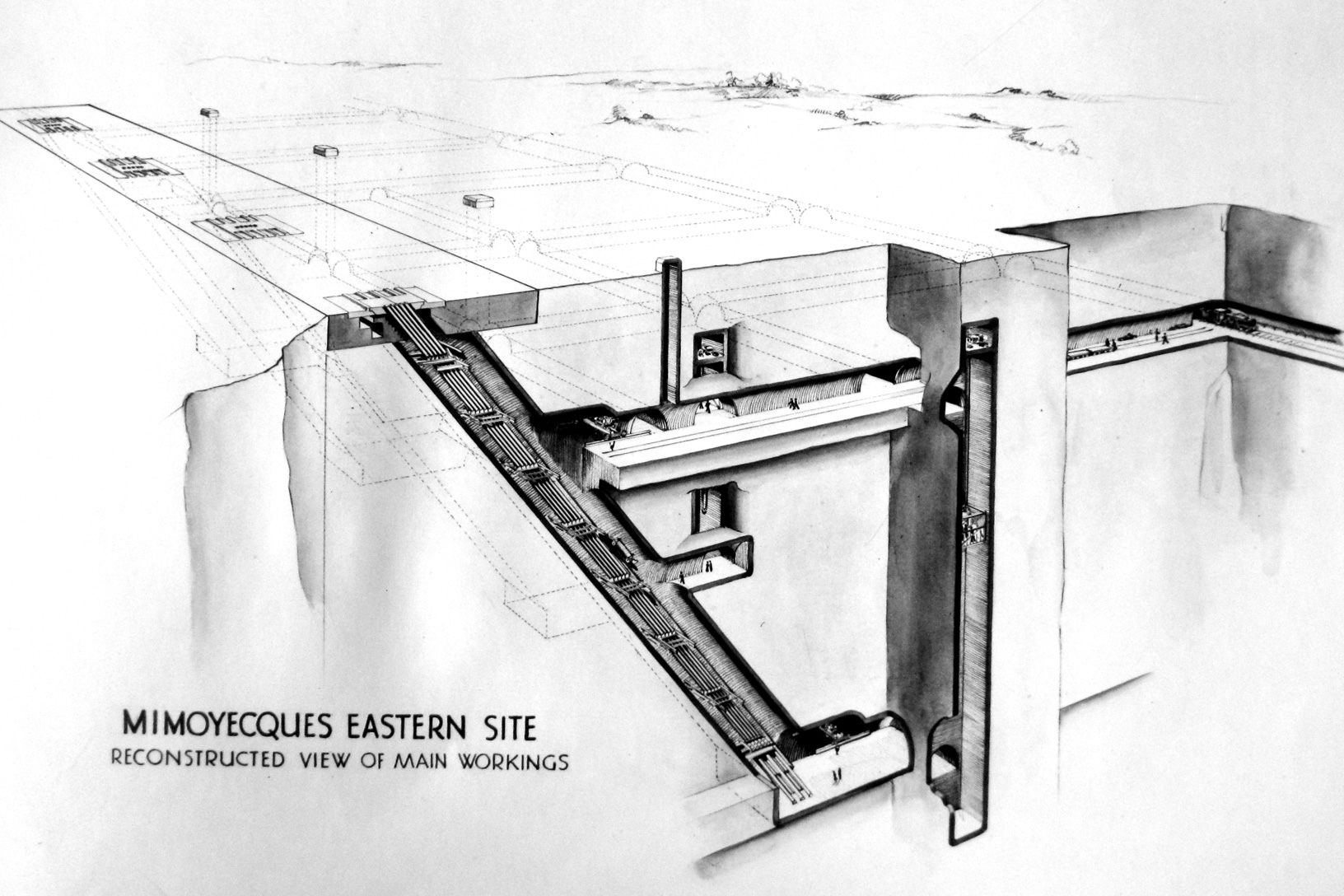
V-3炮

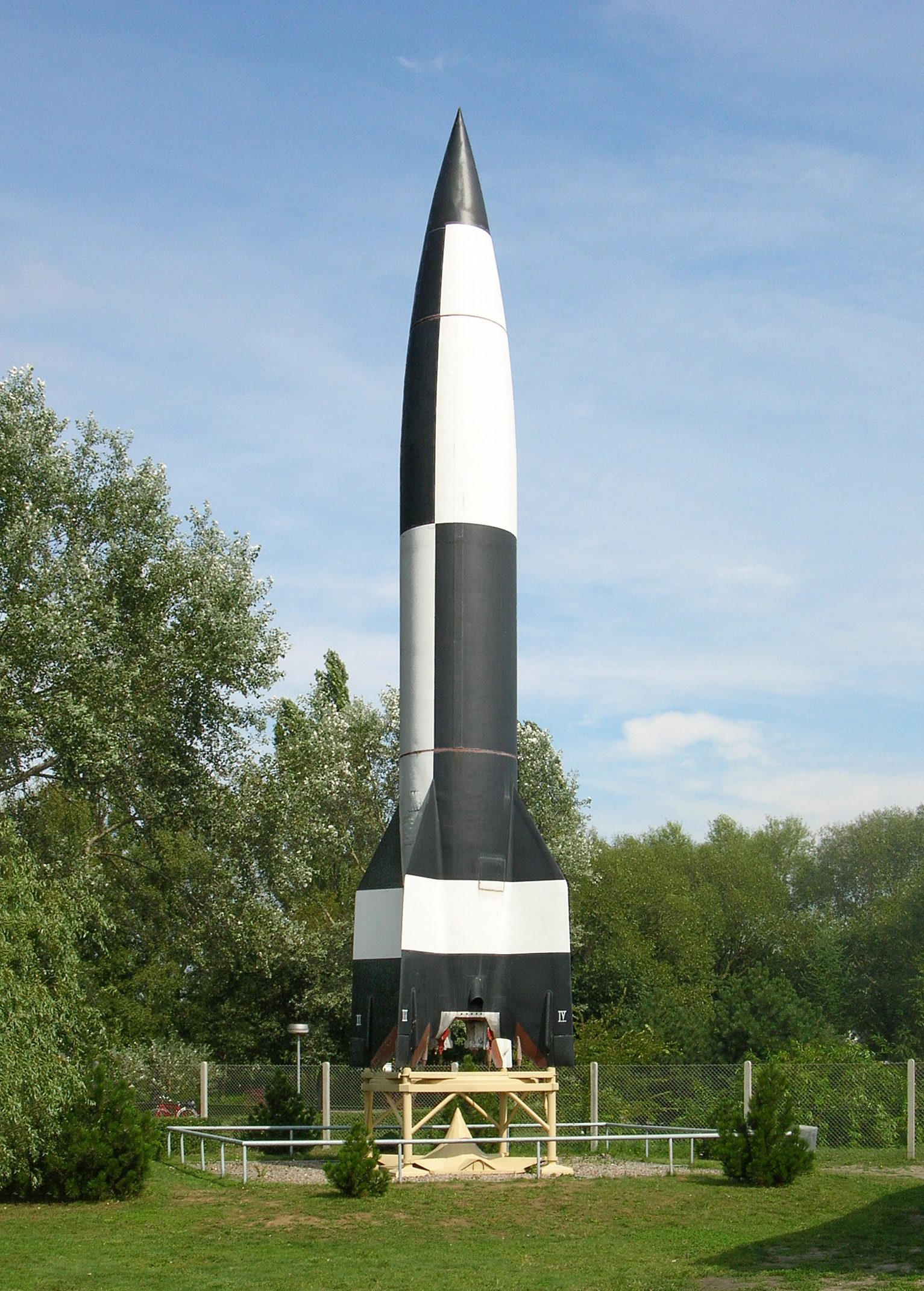
一枚在佩內明德的V-2火箭。

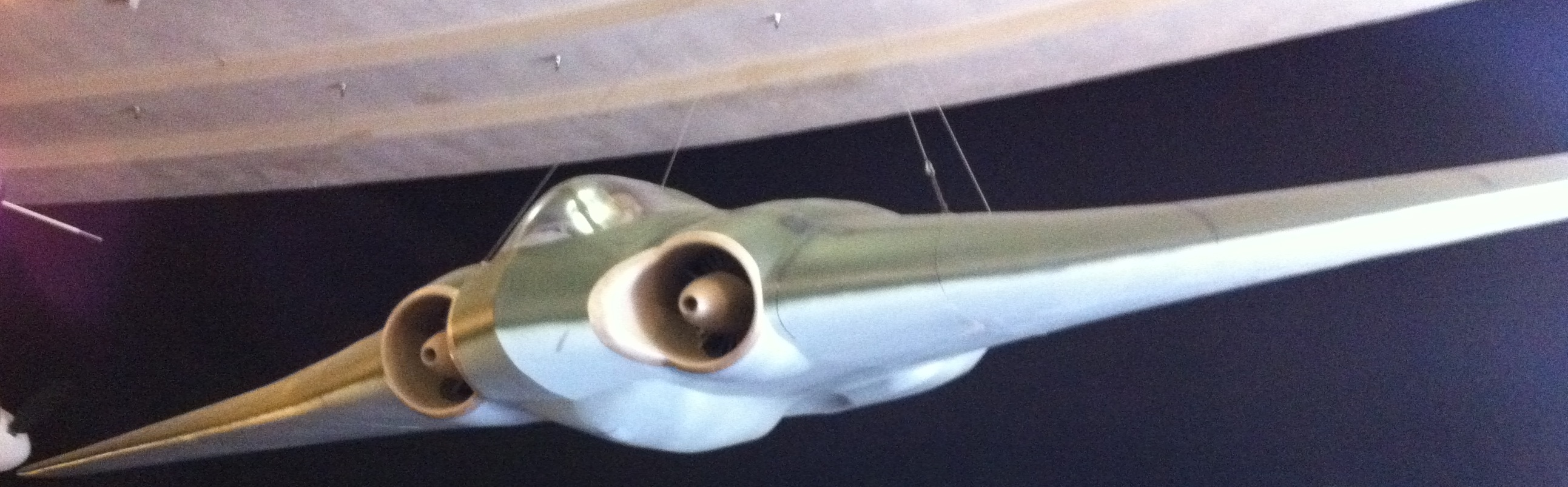
一架現藏於聖地牙哥航空航天博物館的Ho 229戰鬥機。

奇蹟武器（德語：Wunderwaffe）是一個德國用語，用來指納粹德國的國民教育與宣傳部在二戰中致力吹捧的一系列高性能兵器，其中大部分仍停留在圖紙構想上，一部分雖然成功地實用化並投入實戰，但因投入時間過晚而無法挽回戰局。比如著名的V系武器，由於其較早研發而得以大量投入戰場，特別是針對倫敦與安特衛普的戰鬥中。
在1942年後，感受到戰況膠著的納粹德國，開始宣傳這些強大的武器或可扭轉戰局之說法，試圖穩定民心。事實上研製這些先進武器，一般需要長時間的設計、測試，德軍想在戰爭結束前就將其投入戰場的設想就顯得不太現實，一些匆忙投入戰場的先進武器（如豹式戰車與XXI級潛艇）也因生產前的測試不足或建造過程規劃不當，使其表現令德國軍方與領導層皆感到失望。歷史學家麥克·J·紐菲爾德對此指出，「所有無論未投入或已投入戰場的武器，其最終結果皆乃：帝國浪費了大量資金與技術（並為此殺害了許多強迫性勞工、奴工），藉以開發、生產出幾乎無戰術、戰略優勢的奇特武器」。儘管如此，仍有少數武器被證實成效甚豐，並對戰後的設計生產產生巨大影響。
至今德語仍然保留這個詞彙，但意義卻是指那些浮誇不實，試圖解決所有問題的萬靈丹。 

## 陆军

### 槍械
- FG42傘兵步槍：一種專門為空降獵兵而建的自動戰鬥步槍。
- StG44突擊步槍：首支突擊步槍。
  - 彎管（英语：Krummlauf）：用於StG44突擊步槍的彎曲槍管。
- StG45突擊步槍：僅原型。

### 装甲车

#### 防空車輛
- 球狀閃電防空坦克：以四號坦克為基礎的自行防空武器，共製造了五個原型機。
- 五號防空戰車：以豹式D型為基礎的自行防空武器，只製造了一個木製砲塔原型。

#### 反坦克武器
- 斯图尔·埃米尔自走炮：一種試驗版「裝甲獵人（英语：Panzerjäger）」型開放式驅逐戰車，其裝備一門莱茵金属公司生產的12.8毫米KL/61火炮。目前只有一輛模型倖存並展於库宾卡坦克博物馆。
- 象式重驅逐戰車：重型驅逐戰車，安裝了8.8毫米Pak 43/2 L/71炮，共生產了91輛。

#### 超重型戰車
- 七號獅式戰車：停留在設計階段的超重型坦克，重90噸，備有一門105毫米大砲。於1942年被取消生產，並由鼠式取代。
- 八號戰車鼠式：為超重型坦克，重180噸，備有兩門分別為128毫米與75毫米的大砲。原計劃生產五輛，然最終只有兩輛可駕駛原型車。唯一的倖存車輛目前展於库宾卡坦克博物馆。
- 陸地巡航者P. 1000老鼠：停留在設計階段的超重型坦克，重一千噸，備有兩門280毫米加農砲、一門128毫米反坦克炮、8門20毫米高射炮與兩挺15毫米重機槍。於1943年被取消生產。
- E-100超重型坦克：計劃中的超重型坦克（為E系坦克中最重的），重140噸，備有128毫米或150毫米大砲。只有一輛原型車的底盤完工，後來英國人缴获之並進行評估後，於1950年代被報廢。

#### 偵查坦克
- 球狀坦克（英语：Kugelpanzer）：一種原形球狀偵查/電纜維修坦克，有著一段未知的歷史。其在1945年被運往日本期間被蘇聯缴获，目前展於库宾卡坦克博物馆。
- VK 1602豹式戰車：計劃中的偵查坦克，只生產了一輛「武裝運輸車」之模型。

### 火炮
- 卡爾臼炮：擁有最大口徑（600毫米）的自走砲，共生產了7門，並有6門在1941-45年活躍於戰場。
- 古斯塔夫超重型鐵道炮：一門800毫米列車炮，此乃二戰使用過的最大火炮。
- V-3炮：一種「高壓汞」模式的大口徑火砲（英语：Large-calibre artillery）。
- 陸地巡航者P. 1500怪物：停留在設計階段的超重型自走砲，重1500噸，備有800毫米古斯塔夫/朵拉火炮。

## 海军

### 航空母艦
- 齐柏林伯爵级航空母舰：一艘建於1936年的33550噸級航空母艦，但從未完工。
- B航艦：原計畫為齐柏林航空母艦的姊妹艦，但未曾下水就隨即報廢。
- C航艦與D航艦：另外兩艘未曾生產的齐柏林伯爵级航空母艦
- 一號航空母艦（英语：German aircraft carrier I (1942)）：計劃中的5.65萬噸級航空母艦，以運輸艦改造。然在開工前就被取消。

### 戰艦
- H级战列舰：為一系列的戰列船方案，其在武器裝備上將超越美國海軍的蒙大拿級戰艦與大日本帝國海軍的大和级战列舰，此即H-44型戰艦。該艦重14萬噸，備有8門20英吋火炮。然而僅有兩艘H-39級被建造，並隨即報廢。
- 俾斯麥號戰艦：一艘德國戰艦，最後被英國皇家海軍的魚雷轟炸機與戰艦擊毀後沉沒於大西洋。
- 提尔皮茨号战列舰：一艘德國戰艦，為俾斯麥號的姊妹艦。於1944年被英國皇家空軍轟炸機司令部擊沉：共32架蘭卡斯特轟炸機在教義問答行動（英语：Operation Catechism）中投下重磅炸彈（英语：Blockbuster bomb）與高腳櫃炸彈。

### U艇

#### 遠洋U艇
- 火箭U艇（英语：Rocket U-boat）：計劃中的弹道导弹潜艇；最後該計劃被終止。
- XVIII級潛艇（英语：Uncompleted U-boat projects）：一種設計成不依赖空气推进之U艇；直至戰爭結束前仍有幾艘在建造中。
- XXI級潛艇：第一種完全為水下作戰設計的潛艇，共建造了118艘，但最終只有四艘真正完成。
- XXIV級潛艇（英语：Uncompleted U-boat projects）：計劃中同樣被設計成不依赖空气推进之U艇。
- XXVI級潛艇（英语：Uncompleted U-boat projects）：計劃中同樣被設計成不依赖空气推进之U艇；直至戰爭結束前仍有幾艘在建造中。

#### 濱海U艇
- XXII級潛艇（英语：Uncompleted U-boat projects）：一種設計成不依赖空气推进之U艇；有兩艘處於建造中。
- XXIII級潛艇：一種為執行濱海任務而設計的U艇，共造了67艘。
- XXV級潛艇（英语：Uncompleted U-boat projects）：一種全電動U艇，為同樣執行濱海任務而設計的U艇。

#### 航空潛艦
- XI級潛艦（德语：U-Boot-Klasse XI）：裝備兩門127毫米SK C/34艦炮（英语：12.7 cm SK C/34 naval gun）、兩門37毫米SK C/30型速射炮、一門2厘米 30/38年式高射炮並可運載AR 231水上飛機（英语：Arado_Ar_231），1939年開始建造四艘但第二次世界大戰爆發後就全取消了。

## 空军

### 活塞引擎戰鬥機
- BV 141戰鬥機（英语：Blohm & Voss BV 141）：一種採用非同尋常的不對稱設計之戰術偵察機。
- BV 238飛行艇（英语：Blohm & Voss BV 238）：一款重型轟炸機兼運輸飛行艇，完工之時成為史上最重飛機。
- Do 335戰鬥機：一款推拉式（英语：Push-pull configuration）重型戰鬥機。
- 福克「黃鯛魚」飛機（英语：Focke Rochen）：為垂直起降實驗專案之飛機。
- Fa 269戰鬥機（英语：Focke-Achgelis Fa 269）：計劃中的可傾轉旋翼之垂直起降戰鬥機。
- Ta 152戰鬥機：一款高空攔截機。
- Ta 400轟炸機（英语：Focke-Wulf Ta 400）：美國轟炸機計劃（英语：Amerikabomber）中的其中一款侯選型號，備有六個活塞發動機與兩個噴氣發動機，航程可達13000公里。
- He 111轟炸機Z型：由兩架He 111組合而成的五引擎雙機身飛機（英语：Twin-fuselage aircraft），用於牽引大型滑翔機。
- He 274轟炸機：一款高空重型轟炸機，裝有四個活塞引擎，航程3440千米，戰後由法國完成了兩架。
- He 277轟炸機（英语：Heinkel He 277）：一款計畫中的先進遠程轟炸機。其發展過程中參考了許多He 219原型機的設計特徵，但從未製造出一整台飛機過。
- Ju 390轟炸機（英语：Junkers Ju 390）：美國轟炸機計劃中的侯選型號之一，備有六個活塞引擎，航程9700公里，有兩架適航原型機。
- Ju 488轟炸機（英语：Junkers Ju 488）：一款重型轟炸機，備有四個活塞引擎，航程3395公里。
- Me 264轟炸機：美國轟炸機計劃中的侯選型號之一，備有四個活塞引擎，航程15000公里，有三架適航原型機。
- Me 323運輸機：一款六引擎重型運輸機，由Me 321滑翔機改裝而成。

### 噴射引擎/火箭推進戰鬥機
- Ar 234轟炸機：第一款投入戰場的涡轮噴氣式轟炸機和偵察機。
- E-555轟炸機：停留在設計階段的美國轟炸機計劃之噴氣式型號。
- E-560轟炸機（英语：Arado E.560）：一系列戰術轟炸機之一。
- Ba 349攔截機（英语：Bachem Ba 349 Natter）：一款由火箭推進的垂直起降攔截機。
- P 178轟炸機（英语：Blohm & Voss P 178）：一款涡轮噴氣式俯衝轟炸機。
- DFS 194實驗機（英语：DFS 194）：一款火箭動力實驗機。
- DFS 228偵察機（英语：DFS 228）：一款火箭動力高空偵察機。
- DFS 346科研機（英语：DFS 346）：一款火箭動力科研機。
- Fi 103R載人飛彈（英语：Fieseler Fi 103R Reichenberg）：V-1飛彈的載人版本。
- FW Triebflügel戰鬥機：計劃中的噴氣旋翼航空器兼尾座式（英语：Tail-sitter）截擊機。
- Ta 183戰鬥機：計劃中的後掠翼涡轮噴氣戰鬥機。
- Ta 283戰鬥機（英语：Focke-Wulf Ta 283）：計劃中的後掠翼衝壓噴射和火箭動力設計之戰鬥機。
- He 162戰鬥機：「國民戰鬥機（英语：Emergency Fighter Program）」之單引擎渦輪噴射引擎戰鬥機設計競賽中得標。
- He 280戰鬥機（英语：Heinkel He 280）：第一款涡轮喷气战斗机，然僅有原型機而已。
- He 343轟炸機（英语：Heinkel He 343）：計劃中的四引擎噴射轟炸機，以Ar 234轟炸機為基礎並稍作改進。
- Hs 132轟炸機：計劃中的渦輪噴射俯衝轟炸機與攔截機。
- Ho 229戰鬥機：一款渦輪噴射飞翼戰鬥機/轟炸機。
- 霍頓 H.XVIII轟炸機（英语：Horten H.XVIII）：計劃中的渦輪噴射飞翼轟炸機，以Ho 229戰鬥機為基礎。
- EF 128戰鬥機（英语：Junkers EF 128）：计划中的涡轮喷气战斗机。
- EF 132轟炸機（英语：Junkers EF 132）：计划中的涡轮喷气轟炸機。
- Ju 287轟炸機（英语：Junkers Ju 287）：一款前掠翼涡轮噴射轰炸机。
- 利皮施P.13a攔截機（英语：Lippisch P.13a）：計劃中的超音速衝壓噴射三角翼攔截機。
- Lippisch P.13b：計劃中的衝壓噴射三角翼攔截機，從利皮施P.13a發展而來。
- Bf 109TL戰鬥機（英语：Messerschmitt Bf 109 variants）：一款渦輪噴射戰鬥機，被設計成Me 262戰鬥機的替代/後備機型。
- Me 163战斗机：第一架也是唯一一架之火箭動力戰鬥機。
- Me 262戰鬥機：第一架投入實戰的渦輪噴射戰鬥機/轟炸機。
- Me 263戰鬥機：一款由Me 163战斗机發展而來的火箭動力戰鬥機。
- Me P.1101戰鬥機：一款可變後掠翼渦輪噴氣戰鬥機。
- Me P.1106戰鬥機（英语：Messerschmitt P.1106）：一款以Me P.1101戰鬥機為基礎的噴射戰鬥機。
- SK P14戰鬥機（英语：Škoda-Kauba P14）：衝壓噴氣式緊急戰鬥機。
- So 344戰鬥機：一款備有可拆卸爆炸物機頭的火箭動力飛機。
- 齊柏林飛行鐵拳攔截機（英语：Zeppelin Fliegende Panzerfaust）：一款火箭動力超短程攔截機。
- 齊柏林衝壓機（英语：Zeppelin Rammer）：一款衝壓引擎「衝撞式」攔截機。

### 滑翔機
- Ju 322滑翔機（英语：Junkers Ju 322）：一款重型飛翼運輸滑翔機，為後來得標的Me 321滑翔機之競爭對手。

### 直升機/旋翼機
- Fl 184旋翼機（英语：Flettner Fl 184）：一款夜間偵查與反潛自轉旋翼機。
- Fl 185直升機（英语：Flettner Fl 185）：一款實驗性直升機
- Fl 265直升機（英语：Flettner Fl 265）：一款實驗性直升機，同時為世界已知最早的交差反轉式旋翼直昇機
- Fl 282直昇機：一款交差反轉式偵查直升機。
- Fa 223 龍式軍用直升機：一款反潛、搜救、偵查與運輸直升機，以戰前的Fw 61直升機（英语：Focke-Wulf Fw 61）為基礎。

### 飛彈
- 聚合飛彈系列（英语：Aggregat）
  - A1火箭（英语：Aggregat#A1 (1933)）：德國第一枚液態推進劑實驗火箭。
  - A2火箭（英语：Aggregat#A2 (1934)）：擁有陀螺儀的實驗火箭。
  - A3火箭（英语：Aggregat#A3 (1935–1937)）：擁有慣性導航系統的實驗火箭。
  - A4火箭（英语：Aggregat#A4 – V-2 rocket (1942–1945)）/V-2火箭：第一枚彈道導彈與第一款實現次軌道太空飛行的人造物體。
    - A4-SLBM（英语：Aggregat#A4-SLBM）：計劃中的潜射弹道导弹
    - A4b/A9（英语：Aggregat#A4b/A9）：有翼遠程版A4，也是第一款突破音障的有翼火箭。

  - A5火箭（英语：Aggregat#A-5 (1938–1942)）：一款實驗性可重複使用之火箭。
  - A6火箭（英语：Aggregat#A6）：A5的延伸計劃版本，並採用了不同的推進劑；也可能是A4b/A9的載人偵查版本。
  - A7火箭（英语：Aggregat#A7）：一枚有翼火箭，從未完工。
  - A8火箭（英语：Aggregat#A8）：為使用了可儲存推進劑的A4火箭加長版。
  - A9/A10對美火箭（英语：Aggregat#A9/A10）：計劃用來打擊美國東岸的远程弹道导弹。
  - A11對日火箭（英语：Aggregat#A11）：計劃中的三級火箭。
  - A12火箭（英语：Aggregat#A12）：計劃中的四級火箭，能夠將十公噸的火箭送到近地轨道。
- Fi 103R載人飛彈（英语：Fieseler Fi 103R Reichenberg）：V-1飛彈的載人版本。
- 恩齊安防空飛彈（英语：Enzian）：計劃中的紅外線導引面對空飛彈。
- F-25防空飛彈（英语：Feuerlilie#Feuerlilie_F-25）：一款地對空飛彈。
- F-55防空飛彈（英语：Feuerlilie#Feuerlilie_F-55）：一款兩極超音速地對空飛彈。
- V-1飛彈：第一枚巡航导弹。
- 防空鐵拳：第一款便携式防空导弹防空武器系統。
- 弗里茨 X：一款無動力手動瞄準線指令制導反艦飛彈，其使用了凱爾-斯特拉斯堡無線電控制網路（英语：Kehl-Strasbourg radio control link）系統，為戰期間精确制导武器的先驅，使用時間為1943年9月至1944年。
- Hs 117防空飛彈（英语：Henschel Hs 117）：一款手動制導地對空飛彈。
- Hs 117 H型飛彈（英语：Henschel Hs 117）：一款手動制導空对空导弹。
- Hs 293滑翔炸彈（英语：Henschel Hs 293）：首創手動瞄準線指令制導、發射助推的空對艦飛彈，與弗里茨 X一樣使用了凱爾-斯特拉斯堡無線電控制網路，使用時間為1943年到1944年。
- Hs 294飛彈（英语：Henschel Hs 294）：一款手動瞄準線指令制導之空對艦飛彈/魚雷。
- Hs 298飛彈（英语：Henschel Hs 298）：一款空對空飛彈。
- R4M火箭炮：一款無制導空對空火箭。
- 萊茵使者：第一款短程彈道飛彈。
- 萊茵托克特（英语：Rheintochter）：手動制導地對空飛彈。
- X-4飛彈（英语：Ruhrstahl X-4）：一款線導液體燃料空對空飛彈，原打算與Ta 183一起使用。
- 颱風火箭（英语：Taifun (rocket)）：計劃中的非制導地對空飛彈。
- 瀑布防空火箭：一款超音速地對空飛彈。
- Werfer-Granate21火箭發射器：一款大口徑無制導空對空火箭，於1943年夏季投入戰場。
- G7es魚雷（英语：G7es torpedo）：U艇專用的聲導魚雷。

### 軌道戰術武器
- 銀鳥（英语：Silbervogel）：次軌道火箭轟炸機，類似於火箭飛船。
- 太陽光束（英语：Sun gun）：位於軌道上的拋物面反射鏡，旨在將陽光聚集在地球表面上的特定位置。

## 裝備
- 齊爾格拉特1229：用於StG44突擊步槍的主動紅外線夜視（英语：Night vision）瞄準系統。
- FG 1250（英语：FG 1250）：坦克專用夜視裝備。

## 據稱
- 納粹鐘
- 能量武器
- 納粹飛碟

## 軸心國類似發展

### 日本
- 日本核研究
- 伊四百型潛艦：其為二戰中最大的潛艇，在1960年代彈道飛彈潛艇被建造出來之前，一直是最大的潛艇。
- 超大和級戰艦：大和型戰艦的後繼型號並新增了一些功能。
- 秋水火箭戰鬥機：日本版Me 163。
- 橘花攻擊機：日本噴氣式特別攻擊飛機。
- 深山轟炸機：為對應美國轟炸機項目而建立的日本Z計劃（英语：Project Z (bomber project)）之一的原型機。
- 富嶽轟炸機：停留在設計階段的超遠程轟炸機，為Z計劃的一部分，大小與B-36和平締造者轟炸機相當。
- MXY-7櫻花特別攻擊機：火箭動力特別攻擊飛機。
- O-I超重型坦克：計劃中的150噸超重型坦克，其歷史不為人知。

### 羅馬尼亞
- 75毫米雷西塔反戰車炮（英语：75 mm Reșița Model 1943）：一款反坦克炮，炮口速度超過一公里/秒，並可提升到足以兼做野戰砲。其性能據說超越了盟國、德國與蘇聯，乃二戰期間同類中用途最廣的火炮（至少生產了375門）。[6]
- 元帥坦克殲擊車（英语：Mareșal (tank destroyer)）：擁有兩台原型車。（據說其參考了追獵者式坦克殲擊車，或後者的發展產生了重要影響）[7]
- IAR 80戰鬥機：備有Werfer-Granate21空對空火箭的戰鬥機（僅一架原型機）。[8]

### 匈牙利
- 44M塔斯戰車（英语：44M Tas）：該國試圖仿造黑豹、虎二坦克之嘗試，共生產了兩台不完整原型車，其中一台擁有完整的車體。[9]

## 另見
- 納粹德國政治宣傳
- 二戰期間的德國軍事技術（英语：German military technology during World War II）
- 緊急戰鬥機計劃（英语：Emergency Fighter Program）
- 八號坦克鼠式
- 《優越（英语：Superiority (short story)）》：亞瑟·查理斯·克拉克所寫的科幻小說，靈感來自於德國對奇迹武器的追求。